# Comfort in Sound
Comfort in Sound is het vierde album van de Welshe rockgroep Feeder. Het verscheen in oktober 2002 en was hun eerste album na de dood van de voormalige drummer John Lee. 
Van het album gingen 600.000 exemplaren over de toonbank en het behaalde de zesde positie in de Britse hitlijst. In het Verenigd Koninkrijk won Feeder hierdoor de prijs voor de beste Britse band tijdens de zogenoemde Kerrang! Awards.

## Nummers
Alle muziek en teksten zijn geschreven door Grant Nicholas. 
| Nr. | Titel                    | Duur |
| --- | ------------------------ | ---- |
| 1.  | Just the Way I'm Feeling | 4:22 |
| 2.  | Come Back Around         | 3:13 |
| 3.  | Helium                   | 3:14 |
| 4.  | Child in You             | 3:27 |
| 5.  | Comfort in Sound         | 3:46 |
| 6.  | Forget about Tomorrow    | 3:51 |
| 7.  | Summers Gone             | 4:49 |
| 8.  | Godzilla                 | 2:05 |
| 9.  | Quick Fade               | 4:24 |
| 10. | Find the Colour          | 3:57 |
| 11. | Love Pollution           | 4:13 |
| 12. | Moonshine                | 6:50 |

## Hitnotering
| Land                         | Hitlijst        | Datum van binnenkomst | Hoogste positie | Aantal weken | Opmerkingen |
| ---------------------------- | --------------- | --------------------- | --------------- | ------------ | ----------- |
| Vlag van Verenigd Koninkrijk | UK Albums Chart | 05-05-2001            | 6               | 36           |             |